# Tình sâu hơn hận
Tình sâu hơn hận (Pasión de Amor, tiếng Anh: Passion of Love) là bộ phim truyền hình nổi tiếng của Philippines trong năm 2015, phim được dàn dựng theo phiên bản gốc của phim truyền hình Colombia năm 2003 Pasión de Gavilanes. Phim được đạo diễn bởi Eric Quizon, với sự tham gia của dàn diễn viên tên tuổi nhưː Jake Cuenca, Arci Muñoz, Ejay Falcon, Ellen Adarna, Joseph Marco và Coleen Garcia. Phim được phát sóng trên kênh ABS-CBN và kênh quốc tế The Filipino Channel từ ngày 01 tháng 06 năm  2015 đến ngày 26 tháng 02 năm 2016 thay thế cho phim Inday Bote.
Tại Việt Nam bộ phim được chiếu trên kênh VTVcab 1 - Giải trí TV từ ngày 12 tháng 11 năm 2016.
Chuyện phim xoay quanh anh em nhà Samonte lập kế hoạch trả thù cho cô em gái út Olivia. Để trả thù họ phải khiến cho chị em nhà Elizondo yêu họ.

## Nội dung chính
Chuyện phim kể về 4 anh em nhà Samonte: Juan, Oscar, Franco, và Olivia. Juan là anh cả, luôn muốn mang lại cuộc sống tốt đẹp hơn cho gia đình anh sau khi ba mẹ qua đời. Juan và các em trai tình cờ biết được Olivia đang hẹn hò với một người đàn ông lớn tuổi và giàu có Bernardo Elizondo. Khi vợ của  Bernardo - bà  Gabriela biết chuyện, bà ta đã thuê người giết Olivia. Khi Olivia bị hãm hiếp và giết hại dã man, Juan và các anh em của mình không ngừng tìm mọi cách để mang lại công lý cho cái chết của em gái họ.
Anh em nhà Samonte đã xâm nhập vào gia đình Elizondo, những người mà Juan nghi ngờ phải chịu trách nhiệm cho những gì đã xảy ra với Livia. Ở đây, Juan đã gặp bà Gabriela, người đàn bà quyền lực và ích kỷ; và Norma,cô con gái lớn đầy bí ẩn của bà ta, người mà anh vô tình gặp trước đó.
Càng ngày khi Juan ở cùng với gia đình, thì anh càng chắc chắn về tội ác của Gabriela. Nhưng các cô con gái của bà ta, đặc biệt là Norma, luôn bảo vệ gia đình và mẹ của họ trước mọi vấn đề. Juan đã nghĩ ra cách duy nhất để tiếp cận với sự thật mà anh đang tìm kiếm trong vô vọng, là khiến Norma yêu mình.
Khi thời gian trôi qua, hai người họ phải đấu tranh cho tình yêu của họ trong nguy hiểm do Gabriel Salcedo gây ra, đứa con trai khốn kiếp của bà Gabriela. Nhưng khi họ đám cưới cùng vớ Oscar, Sari, Franco và Jamie, họ lại phải chịu đau khổ trong tay của tên Gabriel trong lễ trăng mật của họ. Tên Gabriel đã thành công khi giết chết được Jamie. Gabriel đã bắt cóc Oscar, Sari và những người còn lại bao gồm cả JD. Hắn ta lên kế hoạch đánh bom trong hầm. Ban đầu họ trốn thoát thành công, nhưng trong quá trình bị  đuổi bắt, Norma đã gặp tai nạn vì cứu con trai của cô ấy. Gabriela đã giúp họ ngăn chặn kế hoạch đó và phải giết cha con Gabriel và Lazaro để mọi người được an toàn.Sau đó Norma được đưa đến bệnh viện, nhưng bác sĩ cho rằng Norma có thể sẽ chết, điều này khiến bà Gabriela muốn cứu vớt tâm hồn của bà ta và hối tiếc về những tội lỗi của bà ta. Tại hành lang, gia đình Elizondo và Samonte đã thấy một người thanh niên tên Bernado đến giao hoa và người ta cho rằng chính ông Bernado đã mang cô con gái của mình trở về.
Hai năm sau, họ cuối cùng đã sống một cuộc sống bình yên sau những đấu tranh và gian khổ trong những năm qua. Juan luôn nhớ lời hứa của anh đối với ba mình là người anh cả luôn sẵn sàng bảo vệ cho những người anh yêu thương.

## Diễn viên và vai diễn

### Diễn viên chính
| Diễn viên                                   | Nhân vật                                                                 | Thông tin nhân vật |
| ------------------------------------------- | ------------------------------------------------------------------------ | --- |
| Jake Cuenca Louise Abuel Carlo Lacana       | Juan Alvarez Y Samonte (Juan Samonte)/ Juan Alvarez Y Reyes (Juan Reyes) | Nhân vật chính của phim. Người anh trai lớn của gia đình Samonte. Juan luôn yêu thương và bảo vệ các em của mình như một người cha. Sau khi cha mẹ qua đời, anh một mình nuôi lớn các em. Anh luôn chăm sóc và bảo vệ họ, đặc biệt là Livia - cô em gái út của gia đình. Juan không bao giờ nghĩ cho bản thân nhưng luôn đặt ưu tiên lợi ích của Oscar, Franco và Livia lên hàng đầu. Nhưng cuộc sống của anh bỗng chốc đảo lộn sau khi Livia bị bà Gabriela Elizondo giết chết và anh thề sẽ báo thù bà ta và quyến rũ Norma.Tuy nhiên sau đó, trong quá trình trả thù anh không ngờ rằng anh đã thực sự yêu Norma. Sau đó, anh cưới Norma và họ có với nhau một đứa con trai. Cuối cùng, anh và Norma sống hạnh phúc bên nhau và cô ấy đang mang bầu đứa con thứ hai đặt tên là Olivia, được đặt theo tên của em gái anh. |
| Arci Muñoz Belle Marianoi                   | Norma Elizondo-Samonte                                                   | Vai chính thứ hai của phim. Cô con gái lớn của Gabriela và Bernado. Cô ấy từng bị tổn thương trong tình yêu, cô bị buộc phải lấy Fernando Madrigal người cô không hề yêu. Cô ấy đã yêu Juan - người đầu tiên cô ấy quan tâm. Cô ấy đã sinh ra Juan David/JD và trở thành mục tiêu mới của người anh cùng mẹ khác cha. Cô đã sinh cho Juan một đứa con thứ hai là Livia. Cô ấy cũng rất quan tâm đến ba mẹ của cô ấy nhưng cô ấy từng đau khổ vì bị cưỡng hiếp. |
| Ejay Falcon Raikko Mateo Isaac Tangonan     | Oscar "Oca" Samonte / Oscar "Oca" Santos                                 | Vai chính thứ ba của phim. Người anh trai thứ hai của gia đình Samonte. Oscar luôn bảo vệ anh em của mình, đặc biệt là Livia. Anh ấy có thể rất bốc đồng khi bị khiêu khích. Anh lên kế hoạch báo thù nhà Elizondo khi quyến rũ cô con gái thứ hai ủa gia đình Elizondo, Sari, anh cũng trở thành mục tiêu của Gabriel trong nhiều năm, hai năm sau anh và Sari có một đứa con trai tên Jude. |
| Ellen Adarna Francine Diaz                  | Sarita "Sari" Elizondo-Samonte                                           | Vai chính thứ tư của phim. Cô con gái thứ hai của Gabriela và Bernado, cô ấy có những hội chứng đặc trưng của đứa con ở giữa.Cô ấy luôn có vấn đề với ba mẹ cô ấy vì họ luôn n tưởng cô con gái lớn Norma.Cô cũng trở thành mục tiêu của Gabriel trong nhiều năm. Hai năm sau cô và Oscar có một đứa con trai tên Jude. |
| Joseph Marco Nhikzy Calma Ezequiel Martinez | Franco "Cocoy" Samonte                                                   | Vai chính thứ năm của phim. Người anh trai thứ ba của gia đình Samonte. Anh ta tốt bụng, quan tâm, chân thành và thông minh, luôn bảo vệ anh em của mình, đặc biệt vì là Livia. Anh ấy có thể kiểm soát bản thân nhưng khi đụng đến những người anh yêu thương thì anh có thể rất bốc đồng. Anh cũng lên kế hoạch báo thù nhà Elizondo khi quyến rũ cô con gái thứ ba của gia đình Elizondo, Jimena/Jamie. |
| Coleen Garcia Zara Julianna Richards        | Jimena "Jamie" Elizondo-Samonte                                          | Vai chính thứ 6 và cuối cùng của phim. Cô con gái thứ ba của Gabriela và Bernado, cô ấy là người ít thành tựu nhất nhà, cô làm việc tại một quán bả nơi Franco nộp đơn làm bar tender.Hai năm sau cô và Franco kết hôn nhưng cô đã bị Jomar giết trong tuần lễ trăng mật của họ nhưng trái tim cô vẫn luôn hướng về Franco thậm chí đến lúc chết. |
| Wendell Ramos Brace Arquiza                 | Gabriel Salcedo-Madrigal                                                 | Vai phản diện chính của phim. Gabriel con trai lớn của bà Gabriela và anh em cùng cha khác mẹ với Fernando. Anh giết Fernando vì anh ta có mối quan hệ với mẹ anh. Anh ta cũng suýt giết chết cha của anh ta Lazaro. Cuối cùng,anh ta bị Franco giết. |
| Teresa Loyzaga Veyda Inoval Shy Carlos      | Doña Gabriela Salcedo-Elizondo / Gabriela Salcedo-Madrigal               | Vai phản diện thứ hai của phim. Vợ của Bernardo và người tình cũ của Lazaro. Bà ta là người phụ nữ máu lạnh và độc ác. Bà ta bỏ rơi Gabriel và em gái của anh ta- Danielle khi họ mới ra đời. Bà ta là mẹ của Norma,Sari và Jamie. Bà ta hy vọng rằng các con gái của bà ta sẽ tìm được người yêu họ, không ngờ lại là anh em trai của Livia - người tình của ông Bernardo. Bà ta đã giết nhiều người bao gồm chồng bà ta. Bà ta mồ côi từ sớm điều đó khiến bà ta trở nên máu lạnh. Cuối cùng bà ta đã hối hận và làm việc tốt. |

### Diễn viên phụ
| Diễn viên                    | Nhân vật                         | Thông tin nhân vật |
| ---------------------------- | -------------------------------- | --- |
| Ahron Villena                | Fernando Madrigal                | Con trai của Lazaro và người tình cũ của Norma. Anh ta muốn cưới Norma vì anh ta muốn tiếp cận bà mẹ kế của anh ta và quyến rũ bà ta vì cha của anh ta là Lazaro. Anh ta làm mọi điều chỉ để làm hài lòng cha anh ta. Anh ta bị anh trai cùng cha khác mẹ của anh ta giết.                                                                                         |
| Michelle Madrigal            | Lucia "Cia" Espejo               | Cia là bạn thân của anh em nhà Samonte, bạn gái của Gabriel. Cô ta bị bạn trai bắn, nhưng sống sót tuy nhiên cô ta cũng bị liệt vì điều này. |
| Dante Ponce Johan Santos     | Lazaro Madrigal                  | Chồng cũ của Gabriela, cha của Gabriel. Anh ta tức giận vì Franco giết con trai ông ta. Anh ta bị Oscar giết. |
| Daria Ramirez                | Eva Rodriguez                    | Quản gia của gia đình ELizondo và là bạn thân, bà ta luôn giữ bí mật dơ bẩn của bà chủ Gabriela, nhưng bà đã kể những chuyện tồi tệ đó cho con gái của bà ta. |
| Pen Medina                   | Maryo "Mayor" Adriano            | Bạn tù của Juan và Oscar. Ông ta đã giúp cho Juan và Oscar ra khỏi tù và khiến cho Gabriel bị bắt vào tù. |
| Ronaldo Valdez Jose Sarasola | Don Bernardo Elizondo            | Cha của Norma. Ông ta bị vợ ông ta là bà Gabriela giết chết. Ông ta là người tình của Livia - em gái của anh em nhà Samonte. |
| Pilar Pilapil Dimples Romana | Maria Eduvina Suarez             | Mẹ nuôi của Franco. Bà ta gặp Franco ở resort và bị Gabriela giết, một người phụ nữ giàu có có vẻ ngoài lạnh lùng nhưng trái tim ấm áp, bà ta xem anh em nhà Samonte như con. |
| Kazel Kinouchi               | Eliza "Elle" Adriano             | Bạn gái mới của Franco và cháu gái của Mayor. |
| Ron Morales                  | Henry                            | Cánh tay phải đắc lực của bà Gabriela. Anh ta làm theo mệnh lệnh của bà ta, giết người theo kế hoạch của bà ta, đặc biệt là đối với nhà Samonte. Anh ta sau cùng bị bà Gabriela giết vì để cứu con gái của bà ta. |
| Aubrey Miles                 | Rosario "DJ Rio" Montes-Burgos   | Bạn gái cũ của Franco, cô ta làm DJ ở quán bar nơi Jamie làm việc. |
| Enzo Andrei de Castro        | Juan David "JD" Elizondo-Samonte | Con trai của Norma và Juan, cũng là cháuu ngoại của Gabriela và Bernardo. Một đứa trẻ đáng yêu không biết cha mình là ai.Gabriel trở thành cha nó và thương nó như con ruột. Nhưng sau đó, Juan đã quay trở về với cuộc sống của Norma và gặp lại con trai mình. Cuối phim, JD có một em gái tên Olivia.                                                           |
| Zeppi Borromeo               | Juan "Dos" Roque Alvarez, Jr.    | Bạn của Juan, Oscar, Franco và Lyvia. Anh giúp đỡ anh em nhà Samonte báo thù gia đình Elizondo và cũng giúp họ thực hiện kế hoạch báo thù. Dos cũngcho Juan, Oscar và Franco ở nhờ nhà anh. Anh đối xử với họ như anh em.Không may, anh đã bị Henry giết vì phát hiện ra bà Gabriela là chủ mưu trong cái chết của Lyvia. Anh em Samonte thề phải báo thù cho anh. |
| Jojo Riguerra                | Ping                             | Phản diện của phim, kẻ hãm hiếp và giết Lyvia cùng với Mike và Jed/Rafael. |
| Mauro Gumabao                | Mike                             | Phản diện của phim, kẻ hãm hiếp và giết Lyvia, anh ta đã bị bà Gabriela giết nhưng được chị em Elizondo cứu sống nên quyết định hợp tác với Norma chỉ tội bà Gabriela. |
| Cara Eriguel                 | thám tử tư Anna                  | Cô ta được Norma thuê điềuu tra về thân thế của Juan. Anna đã cung cấp thông tin cho Norma về việc Juan chính là anh trai của Lyvia. |

### Diễn viên khách mời
- Carlos Morales vai Mattheus
- Nathaniel Britt vai Kiko Rodriguez
- Benj Bolivar vai Miggy
- June Macasaet vai Jed/Rafael
- Denisse Aguilar vai Paula
- Natalia Moon vai Dancer ở Bridal Shower (Norma, Sari và Jamie)
- Akiko Solon vai Lucy
- Josh Ivan Morales vai kẻ hãm hiếp Norma
- Dionne Monsanto vai KC
- Alex Castro vai Architect Gelo Corpuz
- Paolo Rivero vai Foreman
- Aiko Climaco vai Marga
- Menggie Cobarrubias vai bác sĩ của Eduvina
- Judy Saril vai Barbie
- Hazel Faith dela Cruz vai Agnes
- Jocelyn Medina vai Mrs. Chavez
- Hannah Ledesma vai Claire
- Jonic Magno vai Atty. Lopez

### Sự xuất hiện đặc biệt
- Ronaldo Valdez vai Don Bernardo Elizondo
- Jose Sarasola vai Bernardo Elizondo thời trẻ
- Ingrid dela Paz vai Olivia "Lyvia" Samonte
- Yayo Aguila vai Lenora Alvarez-Samonte
- Lorenzo Mara vai Orlando Samonte
- Dominic Ochoa vai Carlos Suarez
- Louise Abuel vai Juan Samonte lúc nhỏ
- Carlo Lacana vai Juan Samonte thời thiếu niên
- Belle Mariano vai Norma Elizondo lúc nhỏ
- Raikko Mateo vai Oscar "Oca" Samonte lúc nhỏ
- Isaac Tangonan vai Oscar "Oca" Samonte thời thiếu niên
- Francine Diaz  vai Sarita "Sari" Elizondo lúc nhỏ
- Nhikzy Calma vai Franco "Cocoy" Samonte lúc nhỏ
- Ezequiel Martinez vai Franco "Cocoy" Samonte thời thiếu niên
- Zara Julianna Richards vai Jimena "Jamie" Samonte lúc nhỏ
- Brace Aquiza vai Gabriel Salcedo lúc nhỏ
- Veyda Inoval vai Gabriela Salcedo lúc nhỏ
- Shy Carlos vai Gabriela Salcedo-Elizondo thời trẻ
- Johan Santos vai Lazaro Madrigal thời trẻ
- Dimples Romana vai Maria Eduvina Suarez thời trẻ
- Claudine San Antonio vai Jessa / Olivia "Lyvia" Samonte giả mạo
- AJ Dee vai Daniel Burgos
- Victor Silayan vai Leo
- Micah Muñoz vai Jomar
- Alex Gonzaga vai Jenny
- Jonic Magno vai Atty. Lopez

## Lịch phát sóng
Ban đầu phim được ấn định phát sóng vào khung phim giờ vàng vào buổi chiều của kênh ABS-CBN vào tháng 05 năm 2015. Nhưng đến phút chót thay đổi do những phim đang phát sóng là Let's Get Married và Pinoy Big Brother: 737 Gold), và hãng phim quyết định phát sóng nó trước giờ vàng vào ngày 01 tháng 06 năm 2015. Phát sóng trước chương trình TV Patrol.

## Danh sách tập
| Mùa | Thời gian bắt đầu phát sóng | Thời gian kết thúc phát sóng |
| 1   | ngày 01 tháng 06 năm 2015   | ngày 11 tháng 09 năm 2015    |
| 2   | ngày 14 tháng 09 năm 2015   | ngày 04 tháng 12 năm 2015    |
| 3   | ngày 07 tháng 12 năm 2015   | ngày 26 tháng 02 năm 2016    |

### Sự đón nhận
| Tập đầu tiên | Tập cuối cùng | Rating đạt mức cao nhất | AVERAGE | SOURCE                          |
| ------------ | ------------- | ----------------------- | ------- | ------------------------------- |
| 20.7%        | 18.5%         | 29.2%                   | TBA     | [ 7 ] [ 8 ] [ 9 ] [ 10 ] [ 11 ] |

## Phát sóng tại nước ngoài
- Việt Nam: Giải trí TV (ngày 12/11/2016, với tựa đề phim là Tình sâu hơn hận)